# Norbert Haug

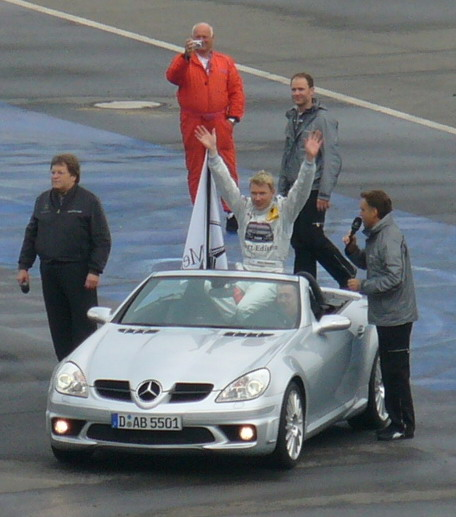
Norbert Haug a la izquierda con Mika Häkkinen en el DTM 2005.

Norbert Haug (nacido el 24 de noviembre de 1952 en Engelsbrand-Grunbach, Baden-Württemberg) 
es un periodista alemán de automovilismo y antiguo jefe de automovilismo de Mercedes-Benz.

## Inicios como un periodista
Haug comenzó su carrera en 1973 como empleado insalariado con el diario "Pforzheimer", pasando en 1975 como periodista a la prensa del motor de Stuttgart. Probó el Renault RE 30 Michelin del año 1981 en pruebas privadas en el Autódromo de Paul Ricard (Francia) en ese mismo año de Rene Arnoux, luego probo el Williams FW 11 B Honda Goodyear de Nelson Piquet en Suzuka Japon año 1986 y el Zakspeed 861 año 1986 de Jonathan Palmer. Luego un año más tarde él se hizo líder de la provincia "el deporte" para la revista "Automotor und Sport". Allí él es designado en 1988 jefe de redacción.

## Jefe de automovilismo en Mercedes Benz
En 1990 llegó a Mercedes-Benz donde es designado como nuevo jefe de automovilismo. Al principio de su etapa con Mercedes Benz, Haug se encarga del grupo C y más tarde también en el DTM así como el ITC. En particular los títulos del conductor DTM de Klaus Ludwig en los años 1992 y 1994 así como el título DTM y el de pilotos de ITC de Bernd Schneider. A partir del año 1995 llega a la posición más importante tras los exitosos primeros años: Norbert Haug pasa a ser jefe deportivo de Mercedes. En los años siguientes, Haug y la marca de la estrella ganaron notoriedad gracias a su asociación con McLaren.

## Mercedes vuelve a laFórmula 1
El 16 de noviembre de 2009, cuando Mercedes-Benz anunció la compra del equipo Brawn GP, que pasó a llamarse Mercedes GP, con lo que McLaren se convierte en un equipo al que Mercedes-Benz sólo le suministra motores.
Bajo la dirección de Norbert Haug, Mercedes-Benz vuelve a la Fórmula 1 después de casi 40 años de ausencia. Su vuelta a la máxima categoría del automovilismo vino por la compra de Daimler-Mercedes de la escudería Brawn GP, la cual apenas tenía patrocinadores y se llegó a decir que tenía problemas financieros a la hora de evolucionar el coche. Brawn GP heredó la escudería Honda Racing F1 después de que decidiera dar los estimados 60 millones de euros que habría gastado en despidos y desmantelamiento. Brawn GP se creó con el dinero aportado por Honda, por dinero personal de Ross Brawn y Nick Fry y por dinero aportado por Bernie Ecclestone en concepto de derechos televisivos adelantados. 
En el ámbito deportivo los pilotos elegidos por Mercedes para la temporada 2010 fueron Nico Rosberg, procedente de Williams; y la mediática vuelta de Michael Schumacher, que abandonó su puesto como asesor en Ferrari y relegó al otro gran aspirante Nick Heidfeld a tercer piloto, aunque luego pasaría a ocupar la plaza de Pedro Martínez de la Rosa en BMW Sauber después de hacer de probador para Pirelli. A priori el equipo contaba con todo lo necesario para obtener buenos resultados pero tanto el mismo Michael Schumacher, que en numerosas ocasiones terminó por detrás de Nico Rosberg, como el monoplaza del equipo no estuvieron a la altura de las expectativas.
Haug ha conducido en la Porsche Carrera Cup incluso pilota todavía y conoce de primera mano el escenario tanto como conductor, gerente y observador (periodista). Está casado y tiene una hija.
En diciembre de 2012, tras 22 años, abandonó su cargo como director deportivo de Mercedes.